# Лазарчук Андроник Григорович
Лазарчу́к Андро́ник Григо́рович (15 січня 1870, с. Уховецьк — 6 вересня 1934, м. Борзна) — український художник, педагог, культурний діяч. Майстер побутових картин, пейзажів та портретів.

## Життєпис
Народився 15 січня 1870 р. в селянській родині в с. Уховецьк (нині Ковельський район) на Волині. У 1881 році почав навчатися у ковельського маляра-іконописця, у 1886—1889 роках вчився в живописній майстерні Почаївської Лаври. У 1897 році закінчив Петербурзьку Академію мистецтв, навчався на Педагогічних курсах при Академії та у майстерні професора Маковського у 1899—1900 рр.
Упродовж усього життя викладав малювання і креслення в навчальних закладах у Почаєві, Ковелі, с. Великі Дедеркали (Тернопільська область), Кременці, Конотопі та Борзні. Підтримував стосунки з родиною Лесі Українки, ілюстрував журнали «Рідний край» і «Молода Україна», які видавала Олена Пчілка. Працював над створенням ікон, брав участь у монументальних розписах українських храмів — Святотроїцької і Печерної церков Почаївської Лаври. Його учнями були І. А. Лазарчук — заслужений діяч мистецтв України (1968) — зачинатель Української мультиплікації, професор В. Костецький, народний художник України О. Саєнко, художник-графік М. Фрадкін, Хворостецький І. Ф.
З 1915 р. постійно проживав у Борзні на Чернігівщині, де у 1919 р. очолив художні курси, а у 1922 р. став ініціатором заснування Борзнянського краєзнавчого музею, де зібрав твори М. Ге. Завідував музеєм у 1922—1925 рр. Помер у Борзні 6 вересня 1934 року, похований на міському цвинтарі. Андроник Григорович розписував й церкви у Почаївській лаврі. Він усіляко намагався зберігати українські традиції та вдосконалювати реалістичне мистецтво. У педагогічному житті Волині фахівець відіграв важливе значення.

## Родина
Син — Лазарчук Іполит Андроникович, український художник кіно, мультиплікатор.